# Georg Conrad Meyer
Georg Conrad Meyer (* 1. April 1774 in Flensburg; † 18. Juli 1816 ebenda) war Publizist und zählte zu den deutschen Jakobinern.

## Leben

### Frühe Jahre
Der Vater war Zollschreiber. Weil dieser eine große Familie zu versorgen hatte, wuchs Meyer in wenig wohlhabenden Verhältnissen auf. Gleichwohl erhielt er eine Schulbildung, die ihm seit 1792 ein rechtswissenschaftliches Studium in Kiel ermöglichte. Er kam dort offenbar mit dem Gedankengut der französischen Revolution in Kontakt. Mit anderen Studenten protestierte er gegen die Entfernung des demokratischen Professors Carl Friedrich Cramer von seinem Lehrstuhl. Meyer wurde zwar nicht wie andere relegiert, galt aber unter anderem für den dort auch studierenden Barthold Georg Niebuhr als Anführer der hiesigen Sansculotten. Einige Wochen später fand sich im Zusammenhang zwischen einem handgreiflichen Streit zwischen Studenten und Handwerkern die Gelegenheit Meyer von der Universität zu verweisen.

### Herausgeber der ZeitschriftDer Neue Mensch
Meyer kehrte zu seiner Familie nach Flensburg zurück. In der Folge radikalisierten sich seine Ansichten weiter. Er begann 1796, die Wochenschrift Der neue Mensch herauszugeben. Er orientierte sich dabei unter anderem an der von Louis-Marie Prudhomme zwischen 1789 und 1794 herausgegebenen Zeitschrift Revolutions de Paris. Meyer war einer der wenigen im deutschsprachigen Raum, die die Hinrichtung Ludwig XVI. verteidigten. Obwohl er sich hinsichtlich der dänischen und preußischen Monarchie vorsichtig zeigte, besteht kein Zweifel an seiner republikanischen Gesinnung.
Darüber hinaus forderte er das Ende ständischer Unterschiede und die Einführung der Gewerbefreiheit. Er nahm auch bereits die Tagelöhner, Fabrikarbeiter und andere nicht mehr in die ständische Gesellschaft integrierte Gruppen wahr. In diesem Zusammenhang forderte er auch die Juden rechtlich gleichzustellen. Der Staat hätte im Übrigen für eine gerechte Verteilung von Einkommen und Vermögen zu sorgen. Die gleichmäßige Vermögensverteilung sollte indes nur erfolgen soweit sie ohne Kränkung des Eigentums anderer möglich ist. Meyer verfolgte ein ausgeprägtes Gleichheitsideal und orientierte sich möglicherweise an François Noël Babeuf. Allerdings spielte die kollektivistischen Ideen von Babeuf bei Meyer keine Rolle. Bei aller Hinwendung zur französischen Revolution blieb er auch ein Bewunderer Friedrich des Großen. Auch die nichtjakobinische Direktorialverfassung in Frankreich hat er durchaus positiv bewertet.
In der expansiven französischen Politik sah er einen Weg, auch in Deutschland die alte Ordnung zu stürzen. Er war enttäuscht vom französischen Direktorium hinsichtlich der mangelnden Anstrengung zur Befreiung anderer Völker. Er hoffte allerdings darauf, dass Frankreich die deutschen Jakobiner unterstützen würde. Er forderte, dass Frankreich in den kommenden Friedensverträgen von den deutschen Staaten die Garantie der Gewissens- und Pressefreiheit verlangen würde. Ludwig August Gülich schrieb für Meyers Zeitschrift und kritisierte die milde Behandlung, die Napoleon nach seinen Siegen in Italien dem Papst angedeihen ließ. Meyer kritisierte, dass in der französischen Armee Standesunterschiede wieder an Gewicht gewannen. In der 1797 von den Franzosen geplanten linksrheinischen Republik sah Meyer eine Grundlage für eine gesamtdeutsche Republik.
Meyer stand in Kontakt mit anderen norddeutschen Jakobiner wie etwa mit Heinrich Christoph Albrecht, der in Meyers Zeitschrift ein Gedicht veröffentlichte. Die Kritik Meyers an einem konservativen Geistlichen in Flensburg führte dazu, dass dieser ihn verklagte. Das zuständige Obergericht in Gottorf wies den Flensburger Magistrat an, Meyer vorzuladen. Dieser riet davon ab Meyer den Prozess zu machen, weil dieser in der Bevölkerung viel Unterstützung genießen würde. Zu einem Prozess kam es tatsächlich nicht, aber Meyer wurde für drei Monate die Herausgabe seiner Zeitschrift untersagt. Nach weiteren Beschwerden stellte er die Zeitschrift ganz ein.

### Spätere Jahre
Mit anderen gründete er Anfang 1798 eine Theatralische Gesellschaft, die im neuen Schauspielhaus Stücke anspruchsvolle Stücke bis hin zu Schillers Kabale und Liebe aufführte. Auf Dauer konnte sich die Gruppe nicht behaupten und löste sich bereits 1799 wieder auf. Mit dem Regierungswechsel in Dänemark wurde die Zensur verschärft und einer radikalen Presse so der Boden entzogen. Das Land geriet auch in Konflikt mit Großbritannien. Meyer, der als Jakobiner ohnehin ein Gegner Pitts war, begann 1801 mit der Herausgabe einer Zeitschrift Der Feind Englands. Nach dem Waffenstillstand nannte er das Blatt Der Feind Englands während des Waffenstillstandes. Ein patriotisches Blatt vom Herausgeber des Neuen Menschen. Er rief sogar die Einwohner von Dithmarschen nach Art der Levée en masse zur Bildung einer Miliz auf. Mit dem Friedensschluss stellte er das Blatt ein.
Seit 1810 litt Meyer unter Tuberkulose und verbrachte die letzten Jahre seines Lebens zumeist im Krankenhaus in Flensburg. Er schrieb kurze Gedichte und gab kurz vor seinem Tod ein Bändchen mit dem Titel Versuch in Grabschriften. Nebst einem Anhang einiger Gedichte verwandter Gattungen heraus.